# Шельфовий льодовик Шеклтона
Шельфовий льодовик Шеклтона (англ. Shackleton Ice Shelf) — шельфовий льодовик в Східній Антарктиді, на узбережжі Землі Королеви Мері і Землі Вілкса, розташований між 95° та 105° східної довготи.
Льодовик простягається вздовж берегу на 440 км і виступає в море Моусона на 170 км. Площа становить 37,4 тис. км² і періодично змінюється через відколювання айсбергів. У середній частині в нього вливаються могутні вивідні льодовики Денмена і Скотта. Висота поверхні становить 15-35 м, товщина льоду — від 180 до 200 м. У деяких місцях над поверхнею до 250—300 м підносяться льодовикові куполи.
Льодовик був відкритий в 1840 році американською експедицією Чарльза Вілкса. Названий австралійською антарктичною експедицією Дугласа Моусона (1911—1914) на честь британського полярного дослідника Ернеста Шеклтона.